# 1854년 미국 하원의원 선거
1854년 미국 하원의원 선거는 1854년 미국에서 치러진 하원의원 선거로, 남북으로 나뉜 내부갈등이 이어지던 휘그당이 지난 대선 패배로 붕괴하자, 휘그당의 잔당들인 야당과 미국당등이 신흥세력으로 등장해, 민주당 의석마저 절반가량 뺏는다.

## 선거 결과
| 정당   | 의석수 |
| ------ | ------ |
| 야당   | 100석  |
| 민주당 | 82석   |
| 미국당 | 52석   |
| 합계   | 234석  |

## 같이 보기
- 1854년 미국 상원의원 선거